# Walf
Pour les articles homonymes, voir Walf (homonymie).
Walf est un groupe de presse sénégalais.

## Description
À partir du quotidien Wal Fadjri, lancé en 1984, Sidy Lamine Niasse (1950-2018) a monté le groupe Walf qui comprend le quotidien people Walf Grand Place et Walf Sports,  (ces deux quotidiens étant depuis rachetés) la chaîne Walf TV, la station Walf FM et le site internet www.walf-groupe.com, accessible sur pc et smartphones.
Il est l'un des groupes de presse les plus puissants du Sénégal.